# Klepsydra

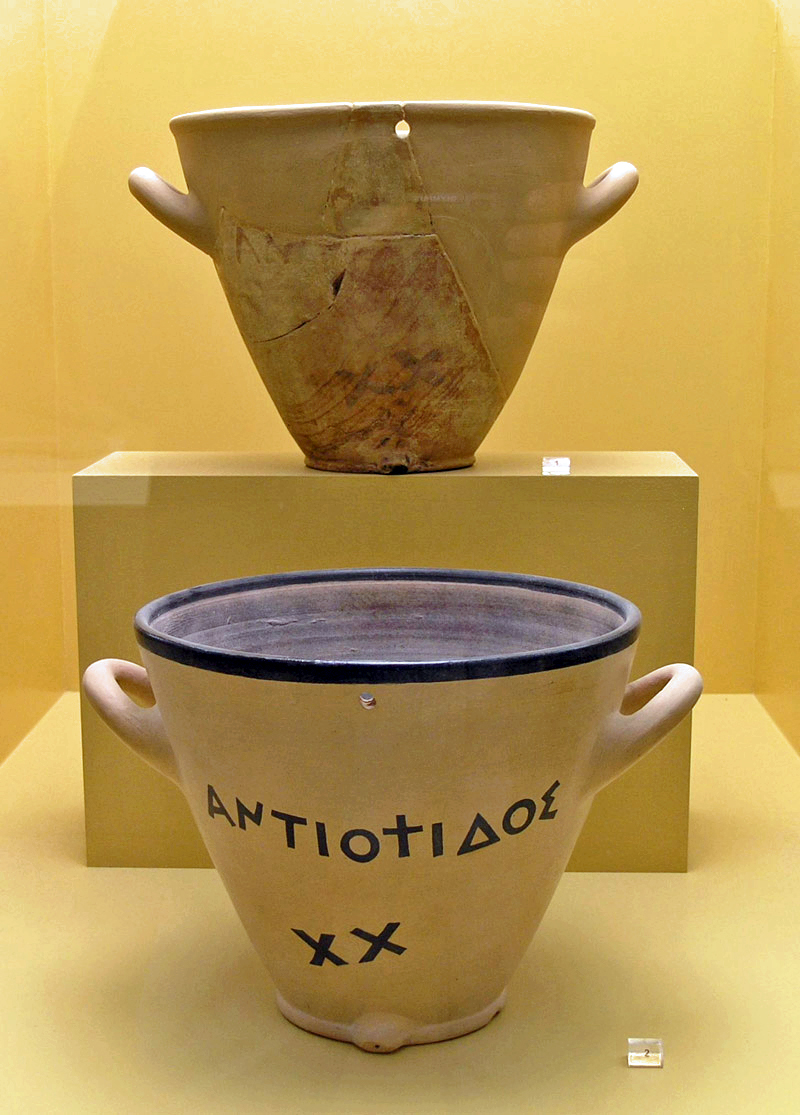
Auslaufbehälter einer antiken Klepsydra (oben) mit neuzeitlicher Rekonstruktion (unten)

Klepsydra oder Klepshydra (von altgriechisch κλεψύδρα klepsýdra, deutsch ‚Wasserdieb‘) bezeichnete eine im antiken Griechenland gebräuchliche Wasseruhr.

## Funktion
Eine Klepsydra besteht aus zwei Behältern. Aus dem mit Wasser gefüllten Auslaufbehälter strömt das Wasser in einen Einlaufbehälter. Der Wasserstand im Einlaufbehälter zeigt die verstrichene Zeit an. Diesem Prinzip nach ist sie der Sanduhr gleich; beide Uhren bestehen aus zwei Behältern, zwischen denen „Teilchen“ strömen. Dieser Teilchenstrom wird in Beziehung zur verstreichenden Zeit gesetzt.
Später wurden auch Versionen mit Zahnradgetrieben gebaut, die mit einem Schwimmer verbunden waren. Diese sind ein Vorläufer der modernen Uhr.

## Ursprung
Wie die anderen wichtigen Messinstrumente im antiken Griechenland (Gnomon und Polos) kommt sie aus dem Vorderen Orient.

## Verwendung
Im antiken Griechenland wurden Klepsydren nicht nur zum Messen der Stunden im Allgemeinen verwendet, sondern besonders, um die Redezeit der streitenden Parteien vor Gericht zu begrenzen. Jedoch fand sie nicht in jeder Art von Prozessen Anwendung.

## Bauformen

### Antike
Die Klepsydra konnte verschiedene Bauformen haben. Einige waren einem Saugheber, also einer großen Pipette, ähnlich. Diese ist ein krugähnliches Gefäß, das nach oben hin enger wird. An der oberen Seite hat sie eine größere Öffnung, an der Unterseite viele kleine Löcher. Um Wasser zu schöpfen, wird die Klepsydra ins Wasser getaucht, die obere Öffnung zugehalten und das mit Wasser gefüllte Instrument aus dem Wasser gehoben. Im Bauch des Gefäßes befindet sich Wasser, das an jede beliebige Stelle transportiert werden kann.
Mit einer solchen Klepsydra weist der Grieche Anaxagoras durch einfache Experimente im Rahmen seiner Ergebnisse, nach heutiger Sicht irrig, die Nichtexistenz des leeren Raumes nach. Beim ersten Versuch wird die Klepsydra mit verschlossener oberer Öffnung ins Wasser gedrückt, so dass kein Wasser eindringen kann; beim zweiten Versuch wird die mit Wasser gefüllte und oben verschlossene Klepsydra außerhalb des Wassers getragen. Den ersten Versuch deutet Anaxagoras als Druck eines Stoffes in der Klepsydra, der das Eindringen des Wassers in das Gefäß verhindert. Für das Nichtaustreten des Wassers aus der Klepsydra im zweiten Versuch macht er den Druck des stofflichen Raumes außerhalb des Gefäßes verantwortlich. Solche und ähnliche Versuche mit der Klepsydra waren bei den Vorsokratikern beliebt.

### Marokkanische Klepsydra

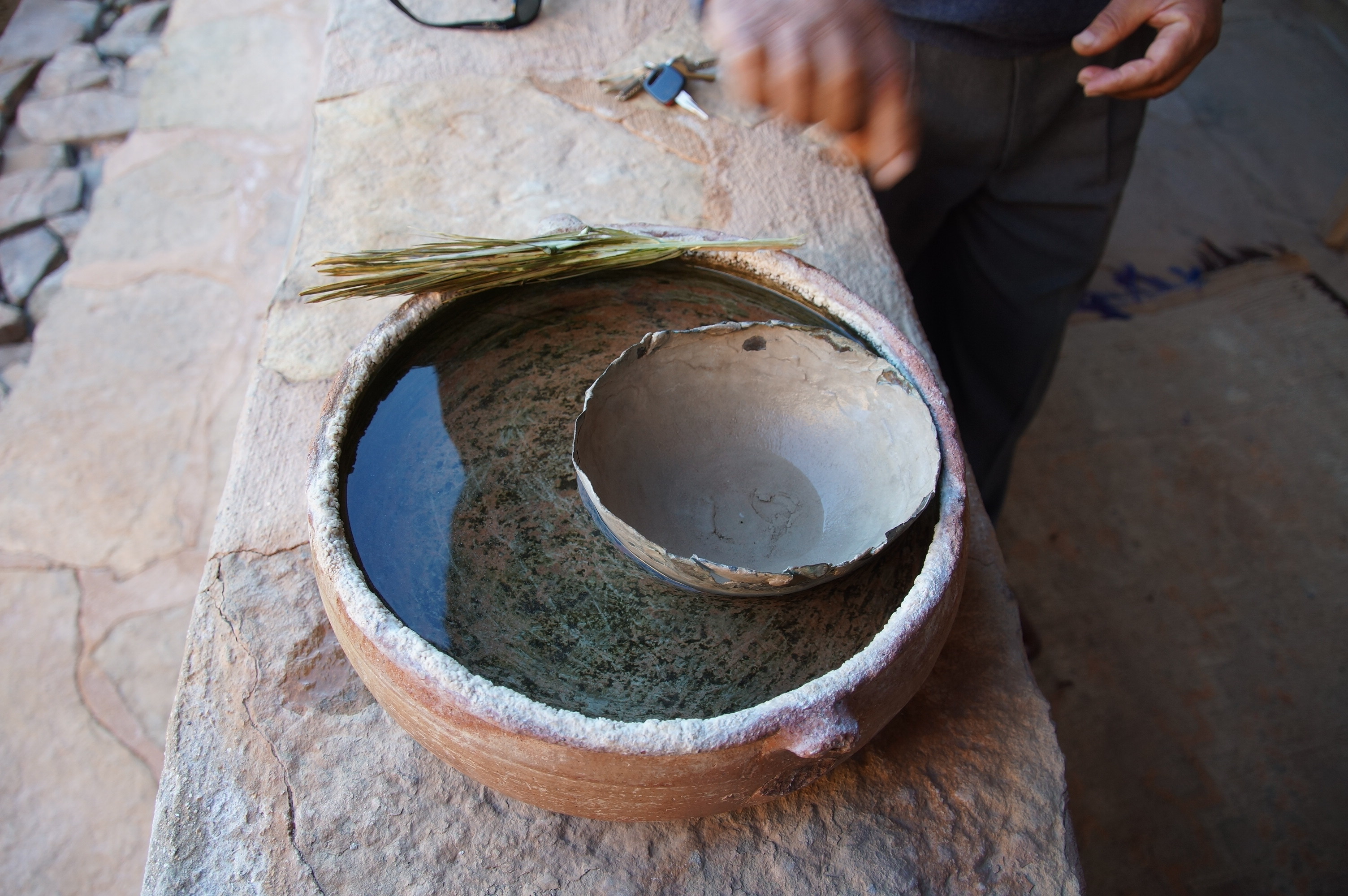
Marokkanische Klepsydra

Bei der marokkanischen Klepsydra schwimmt der kleinere Behälter im größeren und hat in der Bodenmitte ein kleines Loch. Sobald er im größeren Behälter versinkt, ist eine definierte Zeitperiode vergangen.

## Lehnwort
In der polnischen Sprache benennt das Lehnwort klepsydra  eine Wasseruhr sowie eine Sanduhr, aber auch eine Trauer- oder Todesanzeige.